# La Gaceta Literaria
La Gaceta Literaria è stata una rivista culturale spagnola pubblicata a Madrid dal 1927 al 1932. 
Fondata e diretta da Ernesto Giménez Caballero con la collaborazione di Guillermo de Torre, è ritenuta una dei periodici più importanti per lo studio dei movimenti avanguardisti spagnoli e della cosiddetta Generazione dei '27, della loro evoluzione estetica, artistica e letteraria.
Oltre che rappresentare una miniera di informazioni sull'ambiente culturale del tempo, La Gaceta costituisce un importante osservatorio dal quale seguire la progressiva trasformazione del clima intellettuale spagnolo. A partire dagli anni Trenta, per l'indirizzo impresso dal suo direttore Giménez Caballero, che causerà l'allontanamento di parte dei precedenti collaboratori, è infatti considerata una delle prime riviste di propaganda del fascismo in Spagna, un "laboratorio intellettuale" in cui si incubarono i principi di questa ideologia politica.

## Storia
Quindicinale culturale fondato e diretto da Ernesto Giménez Caballero nel 1927, nel pieno della dittatura di Primo de Rivera, raccolse i migliori scrittori e artisti del tempo in un progetto a vocazione europea e transatlantica, come dichiarato dal sottotitolo "Iberica-americana-internazionale: lettere, arte, scienza".
L'intento di "nazionalizzare" le avanguardie e di promuovere ed espandere l'influenza spagnola sulla scena internazionale, si combinò con la promozione delle particolarità linguistiche della penisola, come quella catalana e portoghese, il proposito di rinnovare l'egemonia culturale sull'America ispanica e l'ambizione di allargare la propria influenza sulle comunità sefardite balcaniche, nell'ottica di una reincorporazione dei popoli ispanici sotto la guida spagnola.
Nel prospetto-programma della Gaceta apparso nell'ottobre del 1926, i riferimenti indicati sono: "gusto por la universalidad, respeto por la localidad. Cosmopolitismo: nacionalismo".
Per la realizzazione materiale della rivista Giménez Caballero, per ridurre i costi, fece affidamento all'impresa del padre per la stampa e al proprio lavoro come tipografo. Il capitale iniziale venne fornito da alcuni finanziatori di collocazione liberale, che in seguito "sarebbero stati collegati alla caduta della monarchia e all'avvento della repubblica", come Nicolás María de Urgoiti, Gregorio Marañon, Angel Ossorio y Gallardo, José Antonio de Sangroniz, José Félix de Lequerica, Gustavo Gili.
La prima copia, pubblicata il 1. gennaio 1927, dello stesso formato e carta dei giornali informativi dell'epoca, reca in prima pagina un editoriale programmatico non firmato, scritto dal suo direttore e intitolato «Salutación», rivolto a scrittori, editori e lettori, nel quale la creazione di un "giornale letterario" viene motivata dalla volontà di diffondere la cultura letteraria e artistica a un vasto pubblico, un obbiettivo che altre riviste letterarie europee - Les Nouvelles Littéraíres, La Fiera letteraria, Times Literary Supplement, Die Literarische Welt - stavano perseguendo, ma che era ancora assente in area iberica. Un articolo introduttivo di José Ortega y Gasset, «Su un giornale di lettere», evidenzia la necessità di un organo culturale d'avanguardia, promotore dello spirito giovane dei tempi, capace di "curare definitivamente le lettere spagnole dal loro ostinato provincialismo".
Nelle otto pagine di cui si compone, in uscita il primo e il quindici di ogni mese, vengono discusse questioni artistiche, estetiche, intellettuali o letterarie; l'interesse per l'attualità è manifestato dalle notizie riguardanti la produzione letteraria e artistica nei diversi paesi, le recensioni e i commenti sugli eventi in corso, dalle mostre ai concerti, alla promozione della cultura cinematografica, dai libri in uscita alla pubblicazione di sondaggi e interviste.
Nella sua prima fase La Gaceta riunisce i migliori scrittori, fra i più giovani e fra quelli delle generazioni precedenti, senza alcuna distinzione ideologica o di stile letterario. Vi collaborano autori come Ramón Gómez de la Serna, José Bergamín, Benjamín Jarnés, Rafael Sánchez Mazas, Ramiro Ledesma Ramos, Gerardo Diego, Pedro Sainz Rodriguez, Dámaso Alonso, Rafael Alberti, Pedro Salinas, Vicente Aleixandre, Juan Aparicio López, Jorge Guillén, Luis Buñuel, Rosa Chacel, Edgar Neville, Karl Vossler, Guillermo Díaz Plaja, Carmen de Burgos, Francisco Ayala.
Per ogni zona geografica esistono dei redattori responsabili: la sezione catalana è seguita da Tomás Garcés e Juan Chabás di Barcellona; quella portoghese da Antonio Ferro e Ferreira de Castro, da Lisbona; quella americana da Guillermo de Torre e Benjamín Jarnés di Madrid; la sezione internazionale è curata da José Francisco Pastor di Strasburgo.
Vi sono poi suddivisioni per materia: Arte, curata da Antonio Espina (Madrid) e Sebastiá Gach (Barcellona); filosofia e scienza, da Ledesma Ramos. Fra gli altri, collaborano alla rivista anche un matematico, un naturalista, un medico, un giurista, un filologo, un ingegnere e un architetto. Un piccolo gruppo collabora anche nella Revista de Occidente: Rafael Alberti, Vicente Aleixandre, Antonio Espina, Benjamín Jarnés, Ramiro Ledesma Ramos.
Nell'ottobre del 1928 un numero monografico della Gaceta, dedicato al cinema, annuncia la creazione a Madrid del Cineclub Español, diretto da Ernesto Giménez Caballero e da Luis Buñuel e promosso dalla stessa rivista, con programmazione di film provenienti da tutto il mondo, per lo più inediti in Spagna.
Fino al 1928 la rivista ha come segretario e stretto collaboratore di Caballero, Guillermo de Torre, fra gli artefici dell'ultraismo e autore nel 1925 di Literaturas europeas de vanguardia, la prima opera in lingua spagnola che descrive sistematicamente i movimenti avanguardisti europei. Nell'agosto 1927 De Torre parte per l'Argentina, dove sposa la pittrice Norah Borges, sorella di Jorge Luis, rimanendo tuttavia segretario della rivista per altri due anni. Dal numero 49 al 65 del 1929 viene sostituito da Cesar Muñoz Arconada, che in seguito abbandona l'incarico per seguire altri progetti editoriali.
Dal 1929 vengono pubblicati testi di creazione letteraria, compaiono poesie e racconti di diversi autori fra cui Rafael Alberti, Garcia Lorca, Salvador Dalí, Manuel Altolaguirre, Juan Ramón Jiménez. La Gaceta pubblica anche due serie di libri e nell'aprile 1929 inaugura a Madrid una galleria espositiva, in cui vengono organizzate mostre dedicate ai libri, all'arte e all'architettura.
Nel settembre dello stesso anno la proprietà della rivista, per problemi finanziari, passa alla casa editrice CIAP (Compañía Ibero-Americana de Publicaciones), controllata dal banchiere Ignacio Bauer, che dal gennaio 1930 nomina Pedro Sáinz Rodríguez (1897-1986) come condirettore; contemporaneamente si riduce il suo formato, come il numero delle colonne per pagina, da sei a quattro, mentre aumenta in modo consistente la paginazione: alle 6/8 pagine della versione iniziale si passa alle 16 o 24.
I cambiamenti compositivi, organizzativi ed editoriali sono accompagnati da una mutata fisionomia della compagine dei collaboratori. Se nei primi tre anni di vita la Gaceta aveva funzionato da polo di attrazione e di riferimento per tutta la gioventù letteraria e artistica spagnola, alla fine degli anni Venti la diversa situazione sociale e politica induce molti giovani collaboratori di fede repubblicana ad abbandonare la rivista. Una delle principali cause è l'orientamento filonazionalista e filofascista impressole dal suo direttore, esplicitato nel numero del 15 febbraio 1929, con la pubblicazione dell'articolo Carta a un compañero de la Joven España, ispirato al fascismo italiano, in particolare ai testi di Curzio Malaparte, e definito più tardi dallo stesso autore il primo manifesto ideologico del nazional-sindacalismo.
Ernesto Gimènez Caballero è uno dei primi intellettuali spagnoli ad abbracciare apertamente le idee fasciste, di cui si considererà il "precursore ispanico". Nel momento in cui la rivista viene meno all'interesse esclusivamente letterario e artistico che l'aveva contraddistinta, consentendo la convivenza di personalità diverse, e dà apertamente spazio alle opinioni politiche del suo Direttore, il fronte dei collaboratori, sempre più politicizzato, si sfalda, aprendo la strada ad altri più convinti seguaci della nuova linea editoriale. Fra i più fidati collaboratori di Gimènez Caballero negli anni 1929-1930 si afferma Ramiro Ledesma Ramos, il futuro teorico della Falange spagnola, fondatore nella primavera del 1931 della rivista La conquista del estado, titolo suggerito da Caballero in omaggio all'omonima rivista del "fascismo integrale", finanziata dal PNF e fondata a Roma da Curzio Malaparte.
Così Ernesto Gimènez Caballero commenterà nel suo libro di Memorie la svolta della rivista dopo il 1930:
(Ernesto Giménez Caballero, Memorias de un dictador, 1981, p. 66)

### Chiusura della rivista
Nel mese di agosto 1931, poco dopo la proclamazione della Seconda Repubblica spagnola, La Gaceta, interamente scritta da Giménez Caballero, prende anche il titolo El Robinson Literario de España, con una propria numerazione, oltre alla sequenza originaria. La rivista, da portavoce delle inquietudini di una generazione, dopo gli anni Trenta diventa il monologo del suo fondatore, la sua "opera monacale".
Cessa la pubblicazione con il numero 123 del 1 maggio 1932, senza che nessun avviso ne informi i lettori.

### Edizioni
Nel 1980 Topos Verlag (Vaduz, Liechtenstein) ed Ediciones Turner (Madrid, Spagna) hanno pubblicato un'edizione completa in facsimile dell'intera rivista, in tre volumi, con un Prologo dello stesso Ernesto Giménez Caballero.
L'intera rivista è consultabile e scaricabile nel sito dell'emeroteca digitale della Biblioteca nazionale di Spagna.